# Rybaxis appressicornis
Rybaxis appressicornis är en skalbaggsart som beskrevs av Park 1956. Rybaxis appressicornis ingår i släktet Rybaxis och familjen kortvingar. Inga underarter finns listade i Catalogue of Life.